# Battaglia di Hasselt (1831)
La battaglia di Hasselt ha avuto luogo il giorno 8 agosto 1831 durante la campagna dei dieci giorni. Le truppe regolari belghe dell’Armée de la Meuse (armata della Mosa) al comando del generale Nicolas Daine furono sconfitte a Hasselt dall'esercito del Regno Unito dei Paesi Bassi, al comando del principe Guglielmo II d'Orange.
Il principe d'Orange comandava un esercito di 36 000 uomini. La sua intenzione era di passare tra le truppe regolari belghe della Schelda, l’Armée de l'Escaut (sotto il comando di Tiecken de Terhove) e della Mosa (l’Armée de la Meuse) e raggiungere e occupare Bruxelles. L’Armée de la Meuse di Daine contava solo 14 500 uomini. Erano insufficientemente addestrati e armati e senza alcun sostegno adeguato di artiglieria.
Il giorno 8 agosto 1831, il principe Guglielmo II lancia un attacco contro l'Armée de la Meuse che si trovava a Hasselt. Il piano era di prendere la località in un movimento a tenaglia su 3 lati con 3 divisioni. Con la città olandese di Maastricht nella parte posteriore, la eventuale ritirata dei belgi fu così resa più difficile.
Una piccola resistenza belga induce una divisione degli olandesi in marcia a occupare il villaggio di Kuringen. Questa perdita di tempo permette così all'Armata della Mosa di ritirarsi. Il generale Daine ha lasciato che le sue truppe si ritirino da Hasselt per Tongeren. Ha lasciato a Hasselt una retroguardia e alcuni cannoni per rallentare l'esercito olandese e consentirgli così di raggiungere Tongeren. Gli olandesi entrano a Hasselt rapidamente in seguito al ritiro dell'esercito belga. La cavalleria olandese, informata che le truppe belghe della Mosa sono sulla strada per Tongeren, le raggiungono creando un enorme panico nei ranghi della retroguardia. Nei pressi di Kortessem, i belgi piazzano alcuni cannoni contro gli olandesi. Si fermano lì a combattere. L'Armée de la Meuse è completamente disorganizzata. I soldati rimasti si ritirano su Liegi. Poiché una delle divisioni olandesi ha ricevuto i suoi ordini in ritardo, la ritirata verso Liegi non ha potuto essere evitata. Daine sfugge alla cattura.
Gli olandesi hanno fatto quasi 400 prigionieri e recuperato molte armi abbandonate dai belgi. Circa 700 soldati belgi sono stati uccisi; le perdite da parte olandese sono state molto più basse, sulla base delle testimonianze del tempo.
L'Armée de la Meuse non è stata completamente distrutta dal principe d'Orange, ma questi cessò l'inseguimento, forse per motivi politici.